# 통일령
통일령(統一令, Act of Uniformity)은 영국의 종교개혁 때, 영국 국교회의 의식 및 기도를 통일시킨 법령이다. 헨리 8세는 초수입세금지령(初收入稅禁止令)과 수장령(首長令)을 발포하여, 여태까지 로마 교황청에 바쳐오던 상납금(上納金)을 금지시키면서부터 영국 국교회는 가톨릭 교회에서 분리되었는데, 그 교의(敎義)에는 거의 달라진 것이 없었다. 에드워드 6세는 1549년에 루터파의 교의를 가미시킨 공도문(公禱文)을 제정하더니, 이어 통일령을 발포하여 공도문을 사용할 것을 명령했다. 1552년 공도문의 일부가 개정되면서 제2의 통일령이 발포되었다. 메리가 가톨릭을 부흥시킨 후, 엘리자베스 여왕은 영국 국교회의 기틀을 확고히 하기 위해 1559년 다시 수장령의 통일령을 발포했는데, 왕정복고 때도 의회는 장로파와 독립파를 억압하는 한편, 아직 잔존하고 있던 가톨릭파에 대처하기 위해 통일령을 부활시켰다.
- 1549년 통일령
- 1552년 통일령
- 1559년 통일령
- 1662년 통일령은 오직 성공회 기도서만을 성공회주의자, 장로회주의자, 회중교회주의자 모두에게 의무적으로 강요했으며 영국 성공회 39개조 신조를 신앙고백으로 삼았다.
- 1663년 통일령

## 같이 보기
- 비국교회
- 비밀집회 금지법